# Pottiaceae
A Pottiaceae család a Pottiales lombosmoha rend névadója.

## Jellemző
Ennek a lombosmoha-családnak a tagjai jellemzően akrokarpok, gyakran tömött párnákat alkotnak, termetük változatos. A levelek alakja változatos, de a levélér mindig jelen van. Az ér gyakran hegyben végződik, vagy szőrszál alakjában lép ki. Szinte majdnem az összes faj levélsejtjei a csúcs felőli részen kerekdedek, gömbölyűek, papillásak, míg a levél alap közelében átlátszóak, simák, téglalap alakúak.
A toknyél (seta) legtöbbször megnyúlt és sima. A tok gyakran megnyúlt hengeres, ritkábban a levelek közé süllyedt, cleistocarp (spóratok fedője hiányzik, a tok hasadással nyílik fel). Ha tokfedővel nyílik fel, a perisztómiumfogak száma 16, melyeknek alakja változatos, az alapmembrán lehet kicsi vagy nagy.

## Előfordulás
Sok Pottiaceae faj a világos, napsütötte élőhelyeket kedveli. Vannak erősen szárazság- és sótűrő fajaik, gyakran mészkedvelők is.

## Rendszertan
A Pottiaceae családba 5 alcsalád és 83 nemzetség tartozik körülbelül 1425 fajjal: 

## Fordítás
Ez a szócikk részben vagy egészben  a   Pottiaceae című német Wikipédia-szócikk ezen változatának fordításán alapul.  Az eredeti cikk szerkesztőit annak laptörténete sorolja fel. Ez a jelzés csupán a megfogalmazás eredetét és a szerzői jogokat jelzi, nem szolgál a cikkben szereplő információk forrásmegjelöléseként.